# St. Stephan (Häder)

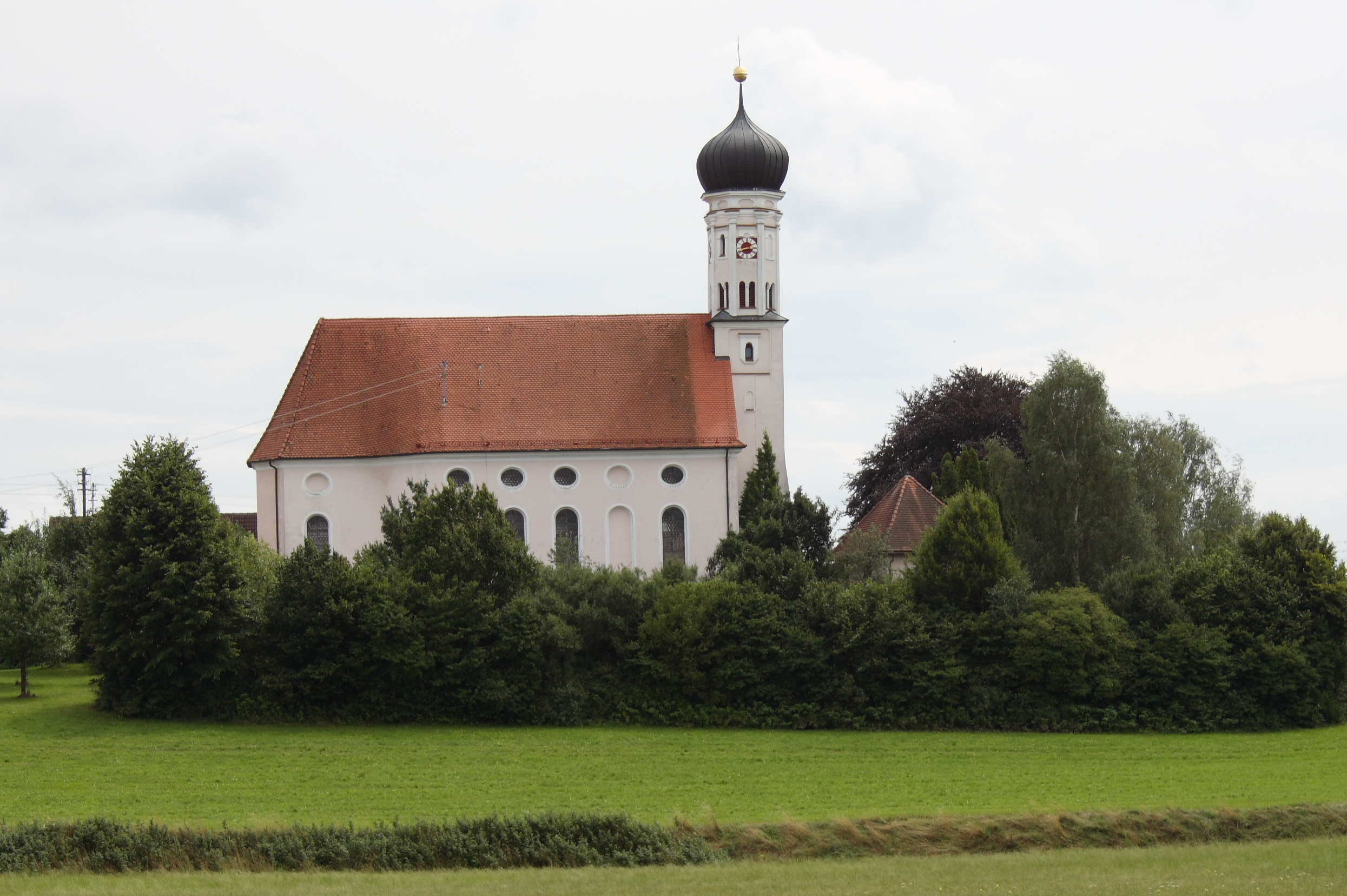
Kirche St. Stephan in Häder

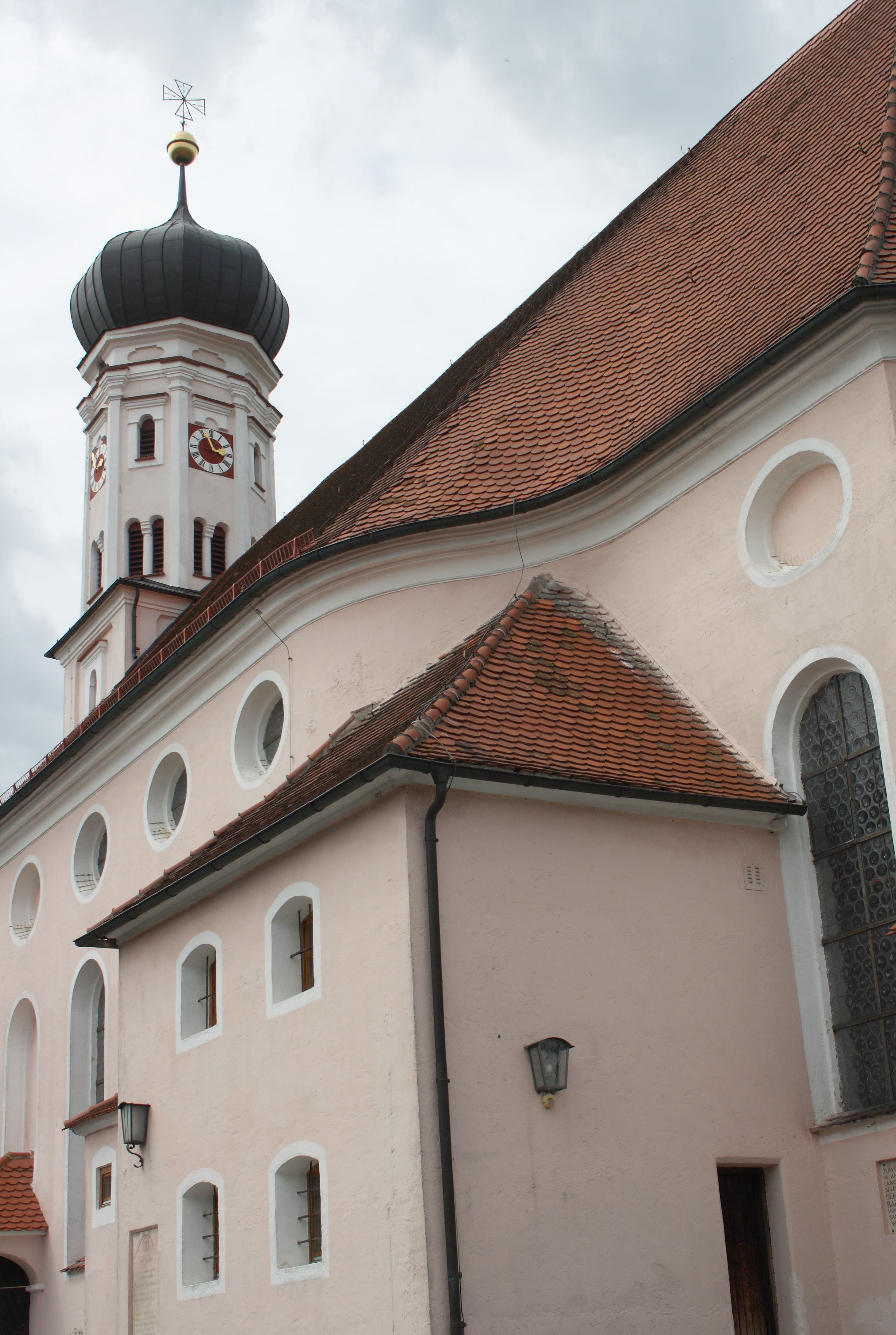
Südseite der Kirche

St. Stephan ist eine römisch-katholische Pfarrkirche in Häder, einem Gemeindeteil von Dinkelscherben im Landkreis Augsburg im bayerischen Regierungsbezirk Schwaben, die im 18. Jahrhundert errichtet wurde. Sie ist als Baudenkmal geschützt. Das Kirchweihfest ist der 26. Dezember.

## Geschichte
Die Ersterwähnung erfolgte 1177 in einer Urkunde von Papst Alexander III., welcher die „Haerder ecclesiam“ als Besitz des Augsburger Klosters St. Ulrich und Afra bestätigte. Bis zur Säkularisation blieb das Benediktinerkloster Grund- und Patronatsherr von Häder. Die Turmuntergeschosse der dem heiligen Stephan geweihten Kirche sind romanischen Ursprungs. Um 1700 wurde der Turm um das Oktogon mit Zwiebelhaube erhöht. Am 15. September 1721 fand in der Pfarrkirche die Weihe drei neuer Altäre statt. Um 1765 gab Abt Joseph Maria von Langenmantel den Bau eines neuen Langhauses in Auftrag. Gleichzeitig wurde der spätgotische Chor erhöht. Nach der Innenrenovierung im Jahr 2011 wurde die Kirche von Oktober 2017 bis Juli 2018 auch außen renoviert.

## Architektur
Das einschiffige Langhaus mit westlicher Empore und gerundeten Altarnischen im Osten wird von einer Stichkappentonne gedeckt. Die hohen Rundbogenfenster, über denen sich Okuli befinden, geben dem Innenraum viel Licht. Der eingezogene Chor wird von einer Tonne überwölbt, er ist innen mit einem Korbbogen und außen dreiseitig geschlossen.

## Ausstattung
Die einheitliche Rokoko-Ausstattung entstand um 1765/66. Die Fresken sind von Joseph Mages und über dem Chorbogen ist in einer Kartusche das Wappen des Abts von Sankt Ulrich und Afra in Augsburg, Joseph Maria von Langenmantel, zu sehen.